# Apôtres Pierre et Paul (icône de Belozersk)
Les apôtres Pierre et Paul (en russe : Апостолы Пётр и Павел) est une icône russe ancienne, représentant les apôtres Pierre et Paul, réalisée durant le premier tiers du XIIIe siècle, à Novgorod. L'icône provient de la cathédrale Pierre-et-Paul de Belozersk. 
L'icône est découverte dans l'église de la résurrection de Belozersk, après la révolution d'Octobre. Elle est confiée au Centre Igor Grabar de restauration scientifique et artistique de Russie, pour y subir des examens préparatoires à sa restauration. En 1934 elle est inscrite dans les collections du Musée russe, où elle est restaurée.

## Description
L'icône est peinte sur une doska en tilleul, creusée d'un kovtcheg, recouverte d'une pavoloka. Le panneau est composé de trois planches attachées, reliées par des chponkas (il subsiste des traces de plus anciennes chponkas en bois).
Le genre iconographique de cette icône remonte à celui de l'icône de Pierre et Paul datant du XIe siècle et provenant de la cathédrale Sainte-Sophie de Novgorod. Les apôtres sont représentés de face. Le peintre veut leur donner un statut d'égalité. Les mains droites sont pliées dans un geste de bénédiction. Paul bénit en levant l'index et l'auriculaire et Pierre l'index et le majeur. Pierre tient dans la main gauche un parchemin enroulé, Paul tient les évangiles fermés. Au dessus des apôtres est représenté Jésus-Christ bénissant les apôtres des deux mains. Au-dessus de lui au sommet du polé est représentée l'étimasie avec deux anges à ses côtés (ces éléments datent du XVIe siècle).
Galina Kolpakova remarque que les tons de l'icône appartiennent à une gamme des années 1200 aux dominantes bleues et roses. Les apôtres sont représentés comme deux guerriers du Christ, qui ont juré allégeance à l'Église chrétienne et sont prêts à la défendre.
Le degré de conservation de l'icône est jugé satisfaisant par les experts. Le fond original en argent a pratiquement disparu. La peinture originale de la moitié du visage de l'apôtre Paul a également disparu et un nouveau gesso a été posé à sa place.

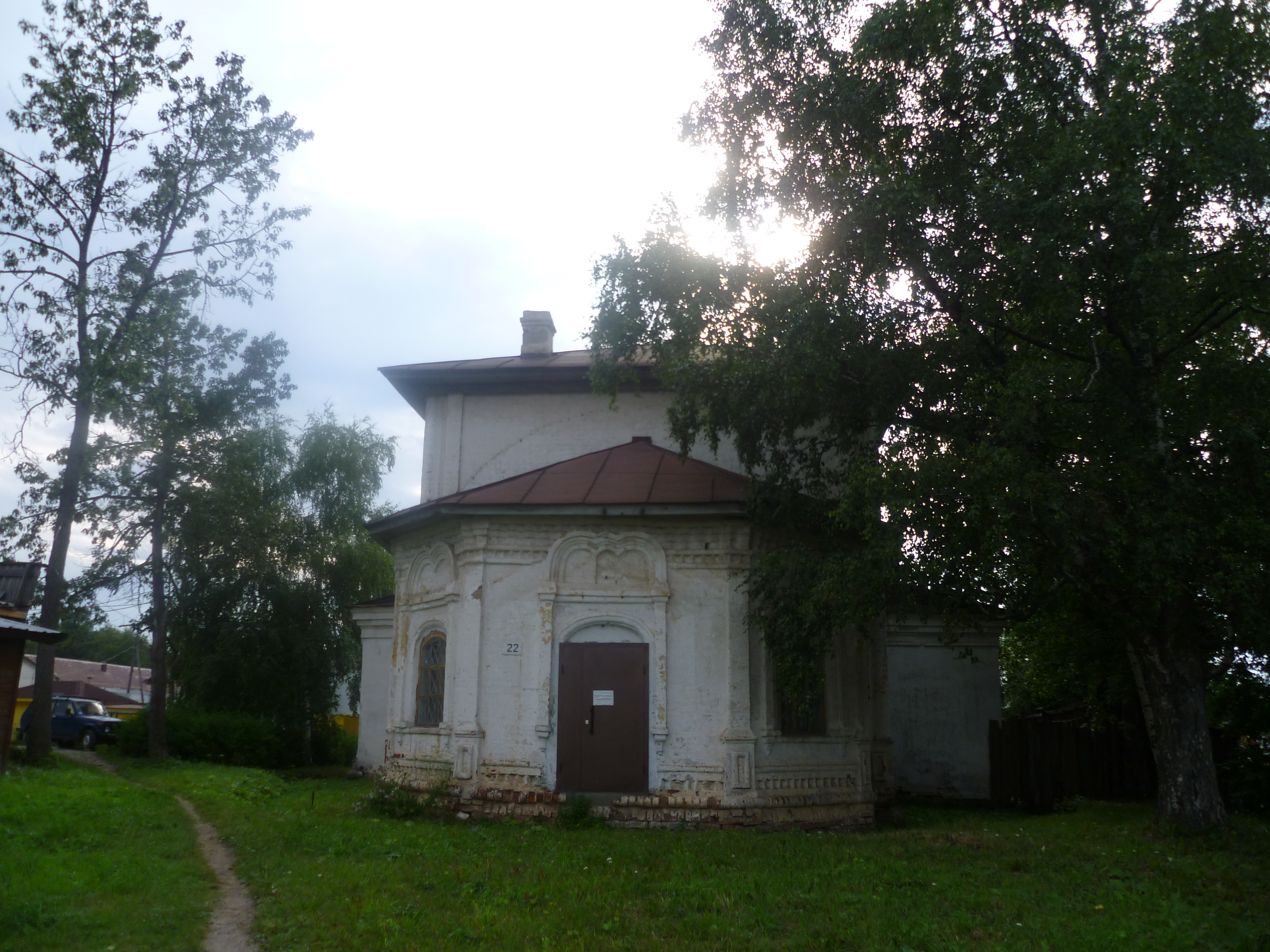
Cathédrale Pierre-et-Paul à Belozersk